# ハイデルベルガ (小惑星)
ハイデルベルガ (325 Heidelberga) は、小惑星帯にある大きな小惑星。1892年3月4日にマックス・ヴォルフによってドイツのハイデルベルクで発見され、発見場所から命名された。